# Mirko Lauer
Miroslav Lauer Holoubek, (Žatec, 5 de enero de 1947) más conocido como Mirko Lauer, es un escritor, poeta, ensayista, editor y politólogo checo-peruano. Es miembro del directorio de La República, donde escribe una columna de opinión.

## Biografía
Nació en la ciudad de Žatec en la entonces Checoslovaquia (hoy República Checa). Bachiller en letras por la Pontificia Universidad Católica del Perú. Doctor y Magíster en literatura peruana y latinoamericana por la Universidad Nacional Mayor de San Marcos. 
En 1966 publica su primer libro, En los cínicos brazos, un poema teatral donde el objetivo era vaciar el significado del discurso, volverlo ritmo y juego. 
En 1968 publica el que quizá sea su mejor libro de poemas, Ciudad de Lima, donde está incluido su conocido poema "Sextina Ayacuchana". Luego de ese libro viaja a la República Popular China y a España, donde trabaja como editor en Tusquets, y elabora una versión en castellano del antiguo libro de sabiduría chino I Ching, la cual es publicada en 1971 por Barral Editores. En 1974, por medio de Tusquets, publica Bajo Continuo, uno de sus poemarios más experimentales junto a Santa Rosita y el Péndulo Proliferante, (1972) de notoria influencia de William Burroughs. 
En 1976 cierra su etapa experimental con un libro inhallable, sólo conseguible en su primera edición a mimeógrafo: Los asesinos de la última hora. Ya para 1974 había fundado la editorial Mosca Azul, y desde 1979 hasta hoy edita la revista cultural Hueso Humero a través de este sello.
En 1986 publica Sobre Vivir, uno de los hitos más relevantes de su obra poética. 
Entre 1997 al 2001 dictó en la Maestría de literatura peruana y latinoamericana de la Universidad Nacional Mayor de San Marcos, en el 2002 empezó a dictar el curso sobre Hegemonía, medios de prensa y gobierno en la Maestría de gobierno de la Universidad de San Martín de Porres.
Ha publicado numerosos ensayos sobre arte contemporáneo peruano y el libro "Introducción a la pintura peruana del Siglo XX" recientemente reeditado. Es ganador de beca Guggenheim en 1992 y ha sido distinguido como Chevalier des Arts et des Lettres por el Ministerio de Cultura de Francia (2002).
En narrativa ha publicado las novelas Secretos Inútiles en 1991 y Orbitas. Tertulias en el 2006. Esta última ganó el Premio Juan Rulfo.
En el 2010 publicó Bodegón de bodegones, libro que fue galardonado en los Gourmand World Cookbook Awards de París
Desde 2013 es miembro del Consejo Consultivo de la Compañía Peruana de Radiodifusión, parte del Grupo El Comercio.

## Libros
- Chifa de Lambayeque, "Poesía Peruana", (2024)[3][4]
- Pólvora para Gallinazos, "Vulgata Editores", (2023)
- Sologuren, "Huerga y Fierro Editores", (2021)
- La Olla de Cristal: Mirando el Futuro de la Cocina Peruana, "Fondo Editorial de la USMP", (2012)[5]
- Bodegón de Bodegones: Comida y Artes Visuales en el Perú, "Fondo Editorial de la USMP", (2010)
- Tapen la tumba (2009)
- Introducción a la pintura peruana del siglo XX  (2007)
- La cultura política peruana. Un glosario (2006)
- Órbitas. Tertulias (2006)
- La revolución gastronómica peruana (2006)
- Un escándalo en Bohemia (En skandal i Böhmen) (2006)
- Musa Mecánica. Máquinas y poesía en la vanguardia peruana (2003)
- Nueve libros vanguardistas (2001)
- La polémica del vanguardismo (2001)
- Antología de la poesía vanguardista peruana (2001)
- Tropical cantante  (2000)
- Andes imaginarios. Discursos del indigenismo-2 (1997)
- Secretos inútiles (1992)
- Poemas de Martín Adán (antología) (1990)
- El sitio de la literatura. Escritores y política en el s.XX peruano (1989)
- Sobre vivir (1988)
- Pólvora para gallinazos (1985)
- Sobre vivir (1984)
- Los exilios interiores (1983)
- Los asesinos de la última hora (1978)
- El reformismo burgués (1978)
- Common Grave (1973)
- Surrealistas y otros peruanos insulares, (en colaboración con Abelardo Oquendo), (1973)
- Los poetas en la república del poder (1972)
- Santa Rosita y el péndulo proliferante (1972)
- Bajo continuo (1974)
- Poemas del amor erótico (antología en colaboración con Abelardo Oquendo) (1972)
- I Ching (edición, prólogo, traducción y notas) (1971)
- Vuelta a la otra margen (en colaboración con Abelardo Oquendo) (1970)
- Ciudad de Lima (1968)
- En los cínicos brazos (1966)